# Nemophila spatulata
Nemophila spatulata är en strävbladig växtart som beskrevs av Frederick Vernon Coville. Nemophila spatulata ingår i släktet kärleksblomstersläktet, och familjen strävbladiga växter. Inga underarter finns listade i Catalogue of Life.